# 阻尼比

欠阻尼的彈簧質量系統，ζ<1

阻尼比（英語：Damping ratio）是工程上的無因次量，描述系統在受到擾動後振盪及衰減的情形。許多系統在受擾動，離開其靜平衡位置時都會振盪，例如吊在彈簧的重物，若用力往上拉再放開，就會上上下下的擺動。在擺動過程中，系統試圖回到平衡位置，不過會出現過沖。有時系統會有損耗（例如摩擦力）會形成系統的阻尼，會使系統的振盪漸漸變小，最後衰减。阻尼比是描述系統的振盪多快可以衰減。
系統的振盪行為出現在許多不同的領域中，例如控制工程、機械工程、結構工程及電機工程等。振盪的物理量可能有很大的不同，振盪的可能是在大風中的建築物，也可能是馬達的速度，但利用正規化、無因次化的分析可以描述這些現象中共通的特性。

## 振盪情形
- 當彈簧質量系統完全沒有損耗，質量會一直擺動，不會結束，每一次的擺動振幅都和之前一樣，這種理想情形稱為無阻尼。
- 若系統的損耗很大，例如彈簧質量系統放置在黏滯的液體中，系統會慢慢的回到初始位置，甚至不會過沖，這稱為過阻尼。
- 一般而言，在擺動時會出現過沖，再往另一邊擺動，再回來，在擺動過程中，系統消耗了一些能量，而擺動振幅也會越來越小，最後回到初始位置，這稱為欠阻尼。
- 在過阻尼及欠阻尼二個條件之間，有一個特定的情形是系統不會過沖，會在最快時間回到初始位置，這稱為臨界阻尼。臨界阻尼和過阻尼都不會過沖，而臨界阻尼是最快回到初始位置的那一個阻尼條件。

## 定義

二階系統下不同阻尼比的影響

阻尼比常用ζ表示，是二階微分方程步階響應及頻率響應的參數之一。在控制理論及諧振子中相當重要。
阻尼比表示系統的阻尼相對於臨界阻尼的比值。若有阻尼的諧振子質量為m、阻尼係數為c、彈簧常數為k，
阻尼比可定義為系統的阻尼係數相對於臨界阻尼的比例：
{\displaystyle \zeta ={\frac {c}{c_{c}}},}
{\displaystyle \zeta ={\frac {\text{actual damping}}{\text{critical damping}}},}
若系統的運動方程為
{\displaystyle m{\frac {d^{2}x}{dt^{2}}}+c{\frac {dx}{dt}}+kx=0}
其臨界阻尼係數為
{\displaystyle c_{c}=2{\sqrt {km}}}
或
{\displaystyle c_{c}=2m\omega _{n}}
阻尼比是二個相同單位係數的比值，因此為無因次量。

## 衍生
利用簡諧運動的自然頻率{\displaystyle \omega _{n}={\sqrt {k/m}}}及以上的阻尼比定義，可以將二階微分方程式改寫如下： 
{\displaystyle {\frac {d^{2}x}{dt^{2}}}+2\zeta \omega _{n}{\frac {dx}{dt}}+\omega _{n}^{2}x=0.}
上述方程式可以用以下的方式求解
{\displaystyle x(t)=Ce^{st},\,}
其中C和s都是複數的常數。此解法假設解是振盪且/或指數遞減，將此放入微分方程中，可以得到振盪頻率的條件：
{\displaystyle s=-\omega _{n}(\zeta \pm {\sqrt {\zeta ^{2}-1}}).}
- 無阻尼：{\displaystyle \zeta \to 0}對應沒有阻尼的簡諧運動，其解為{\displaystyle \exp(i\omega _{n}t)}。
- 欠阻尼：若s為複數，解為指數遞減且振盪的函數，振盪部分可用{\displaystyle \exp(i\omega _{n}{\sqrt {1-\zeta ^{2}}}t)}表示。此時{\displaystyle \zeta <1}，稱為欠阻尼。
- 過阻尼：若s為實數，則解為沒有振盪的指數遞減，此時{\displaystyle \zeta >1}，稱為過阻尼。
- 臨界阻尼：當{\displaystyle \zeta =1}，介於過阻尼及欠阻尼之間，稱為臨界阻尼，這是許多工程應用想要的結果，也會希望阻尼振盪器可以設計在這一點。

## 品質因子及衰減速率
品質因子Q、阻尼比ζ及指數衰減率α有以下的關係
{\displaystyle \zeta ={\frac {1}{2Q}}={\alpha  \over \omega _{0}}.}
若二階係系統的{\displaystyle \zeta <1}（欠阻尼系統），系統有二個共軛零點，其實部為{\displaystyle \alpha }，因此其指數衰減率參數{\displaystyle \alpha }表示振盪後指數衰減的速度。低阻尼比表示其衰減速度慢，因此許多欠阻尼的系統可以振盪較長的時間。像高品質的音叉其阻尼比很小，因此敲擊後振盪可以持續很長的時間，衰減的速度很慢。

## 对数衰减
阻尼比也和欠阻尼系統中的对数衰减{\displaystyle \delta }有關
{\displaystyle \zeta ={\frac {\delta }{\sqrt {(2\pi )^{2}+\delta ^{2}}}}\qquad {\text{where}}\qquad \delta \triangleq \ln {\frac {x_{1}}{x_{2}}}.}
上述關係只在欠阻尼的系統下有效，因為对数衰减定義為二個相鄰振幅比例的自然對數，而只有欠阻尼系統有振盪，才有對應的振幅。